# Jerzy Lisewski
Jerzy Lisewski (ur. 27 marca 1946 w Sieradzu) – polski pianista, kompozytor, pedagog.

## Życiorys
Swoją edukację muzyczną rozpoczynał w Szczecinie. W 1971 roku otrzymał dyplom Państwowej Wyższej Szkoły Muzycznej w Gdańsku. W 1966 roku wystąpił z Kwartetem Szczecińskim (m.in. Janusz Rosiak i Mieczysław Robakowski) po raz pierwszy na festiwalu Jazz nad Odrą we Wrocławiu. W 1968 roku pojawił się tam powtórnie z własnym kwartetem, zaś w roku 1970 z kwartetem już w nowym składzie (Bogusław Skawina, Helmut Nadolski, Stanisław Grabowski) zdobył I nagrodę w kategorii zespołów nowoczesnych. W tym samym roku, zespół w składzie poszerzonym o waltornistę Tolisława Jóźwiaka, po raz pierwszy wystąpił na Jazz Jamboree i w Operze Bałtyckiej, gdzie powracał jeszcze kilkukrotnie m.in. w składzie z trębaczem Andrzejem Przybielskim oraz nagrywał w Polskiego Radia Gdańsk. Następnie grał w grupie VooDoo Quartet, z którą zaczął wyjeżdżać na skandynawskie kontrakty. W przerwach wracał do kraju i współpracował z zespołem Ergo Band, którego wokalistką była Grażyna Łobaszewska. W 1978 roku ukazał się ich longplay pt. Ergo Band, Grażyna Łobaszewska. Ostatecznie pianista wyemigrował do Szwecji na stałe, gdzie uczy gry na instrumencie – jego uczniem był m.in. Esbjörn Svensson.